# Sphinctospermum constrictum
Sphinctospermum constrictum là một loài thực vật có hoa trong họ Đậu. Loài này được (S.Watson) Rose miêu tả khoa học đầu tiên.